# Phreatia phreatioides
Phreatia phreatioides là một loài thực vật có hoa trong họ Lan. Loài này được (J.J.Sm.) L.O.Williams miêu tả khoa học đầu tiên năm 1946.